# Ланді
Ланді (англ. Lundy) — найбільший острів у Бристольській затоці, належить Великій Британії, знаходиться між Англією і Уельсом приблизно за 19 км від графства Девон. У 2007 році населення острова складало 28 чоловік, включаючи главу адміністрації острова і фермера з його працівниками. Більшість жителів мешкають на півдні острова. Острів відвідують приблизно 22 000 чоловік на рік; в основному, туристи; на острові є 23 котеджі і кемпінг для ночівлі.
За результатами опитування громадської думки, проведеної Радіо Таймс в 2005 році, острів увійшов до десятки найзначущіших природних об'єктів Великої Британії. Острів оголошений морським заповідником Англії.

## Назва
Назва острова походить від давньонорвезького слова «острів безвиході». Існує також альтернативна версія, по якій назва острова походить від прізвища нормандського феодала «de la Lounde», що зустрічається в древніх документах графств Тайперари і Килкенни.

## Природа
Виключно на острові Ланді у дикій природі зустрічається рослина Coincya wrightii.

## Монети

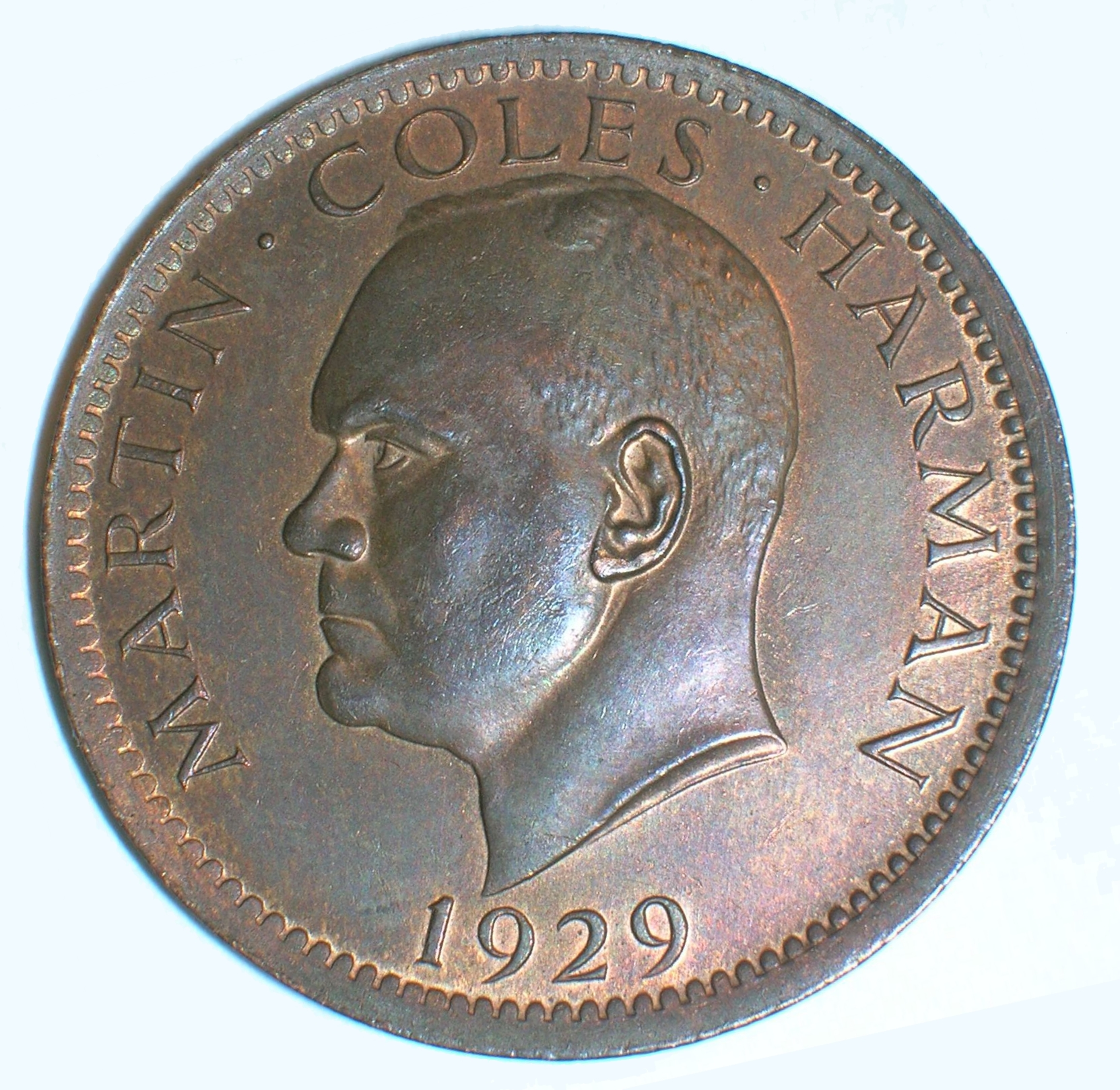
Монета номіналом в 1 паффін, 1929 рік

У 1924 р. власники острова, сім'я Крісті, продали його Мартіну Коулзу Харману, який оголосив себе королем Ланді, і в 1929 р. почав карбування монет. Всього карбували монети з двома номіналами — півпаффіна і паффін, що відповідають британським монетам півпенні і пенні. Відповідно до Закону про карбування Великої Британії від 1870 р. Харман був підданий судовому переслідуванню і оштрафований на 5 фунтів з відшкодуванням збитку в 15 гіней, монети були вилучені і стали об'єктом колекціонування. У 1965 р. спеціально для колекціонерів, на честь сорокаріччя оголошення королем Ланді Мартіна Коулза Хармана, було випущено фантазійні монети з його портретом, що нагадують за своїм дизайном оригінальні монети 1929 р.
Після смерті «короля» Мартіна в 1954 р. острів був проданий британському мільйонерові Джеку Хаварду за 150 000 фунтів стерлінгів. У 2011 році на ринку нумізматики з'явилася серія з 5 монет острова Ланді. Номінали півпаффіна, паффін, 2 паффіни, 4 паффіни і 6 паффінів. За дизайном монети нагадують оригінальні 1929 року.

Фотогалерея
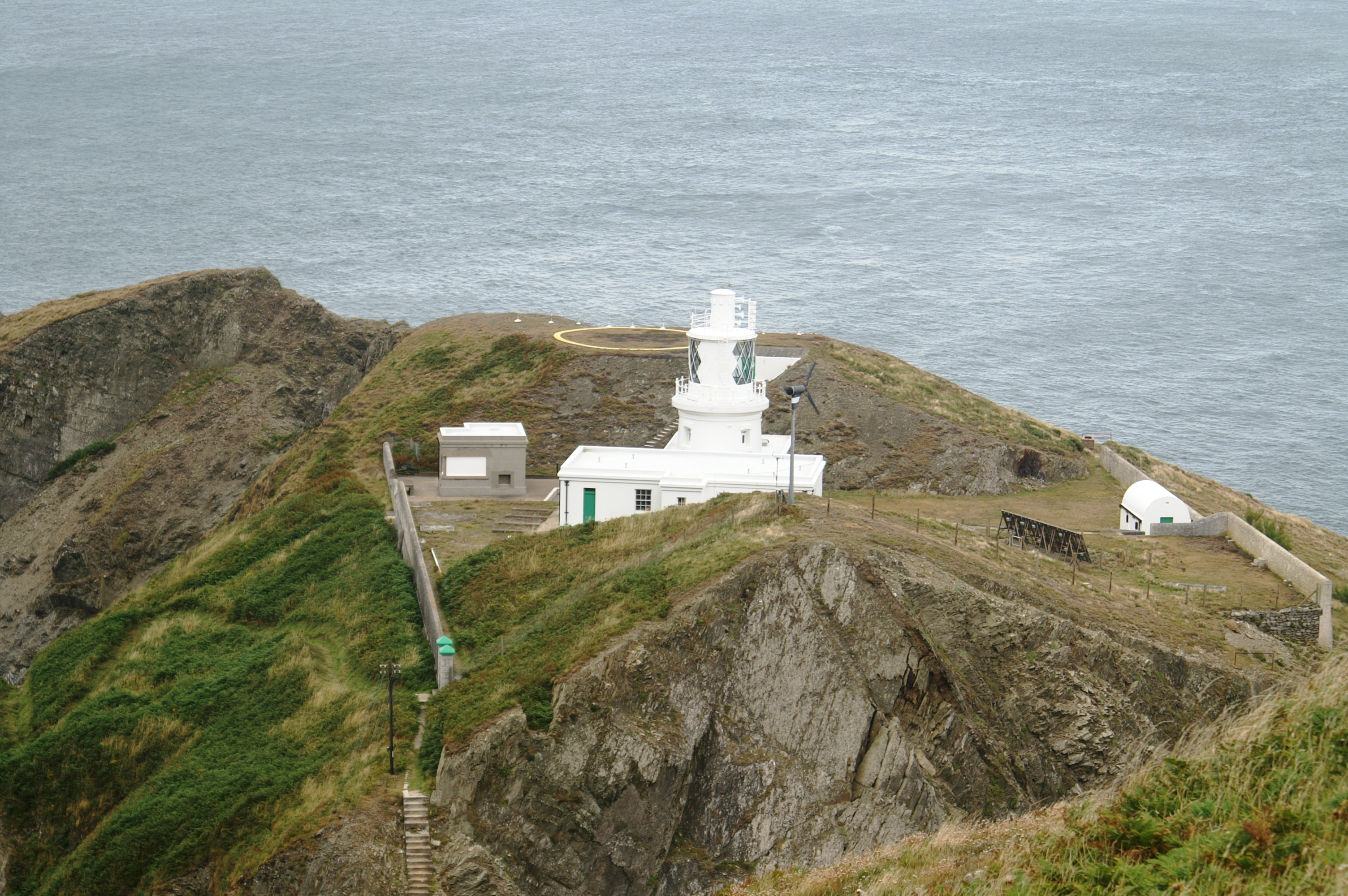
Новий (білий) маяк
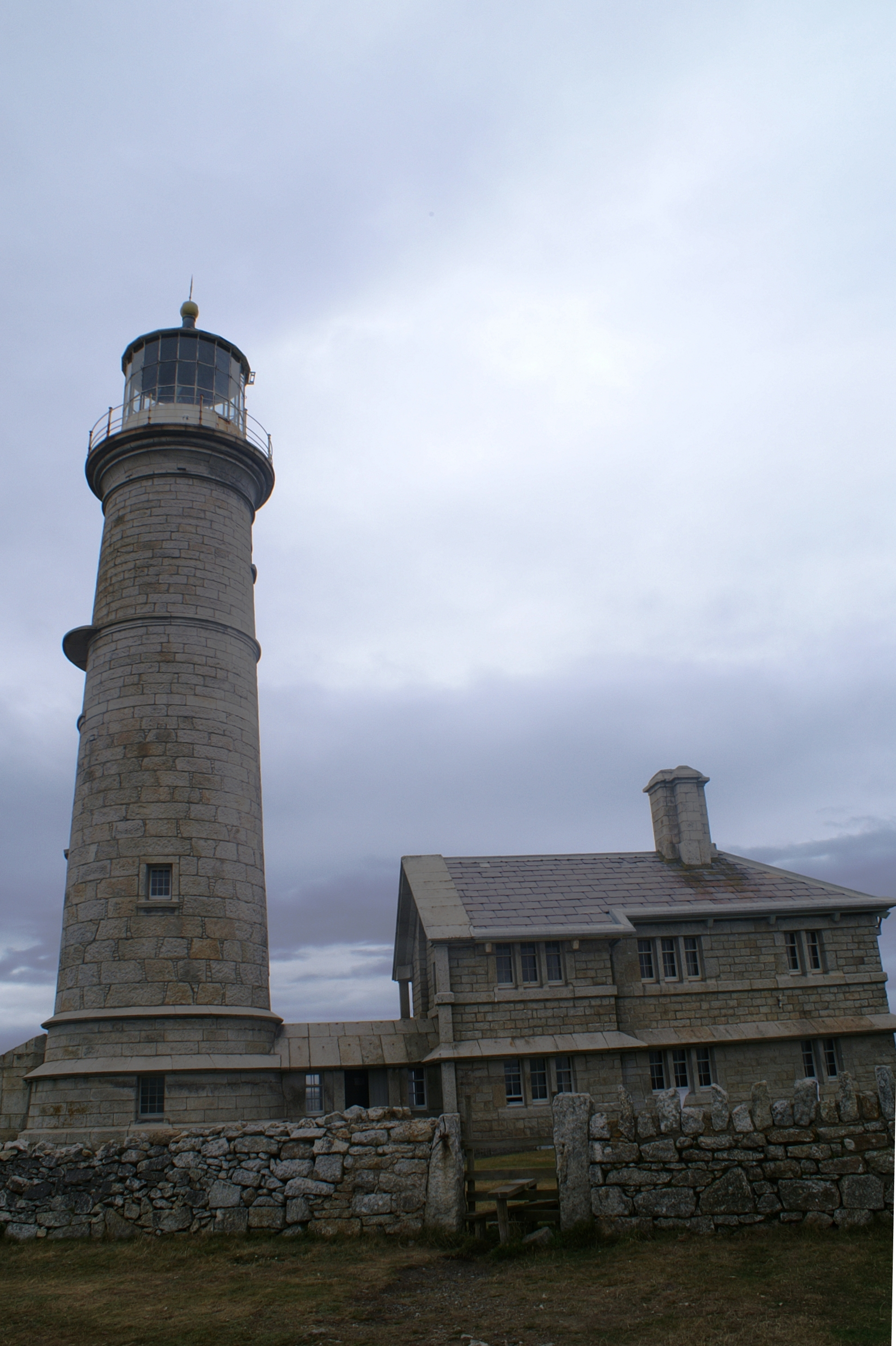
Старий маяк
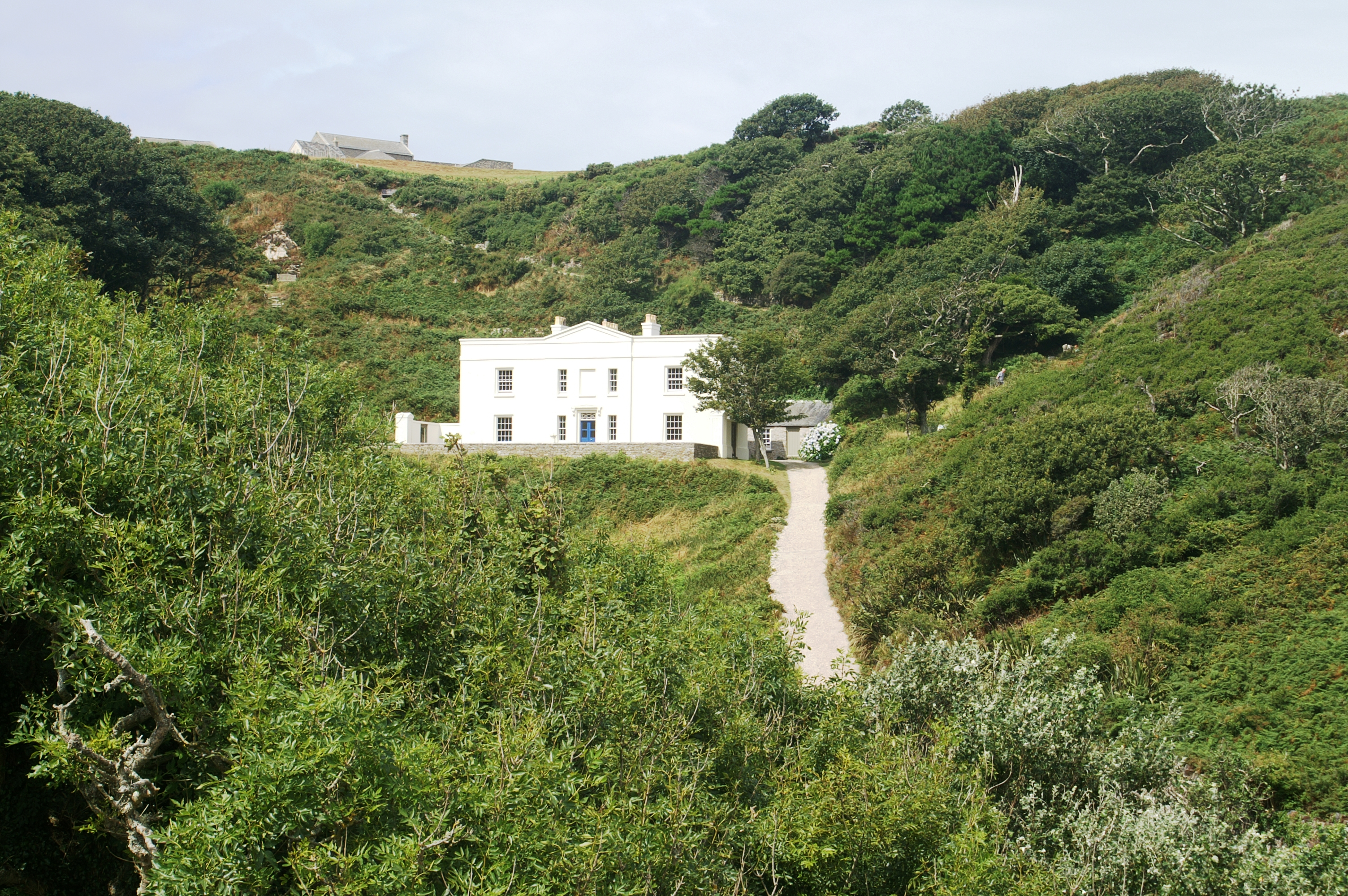
Будинок
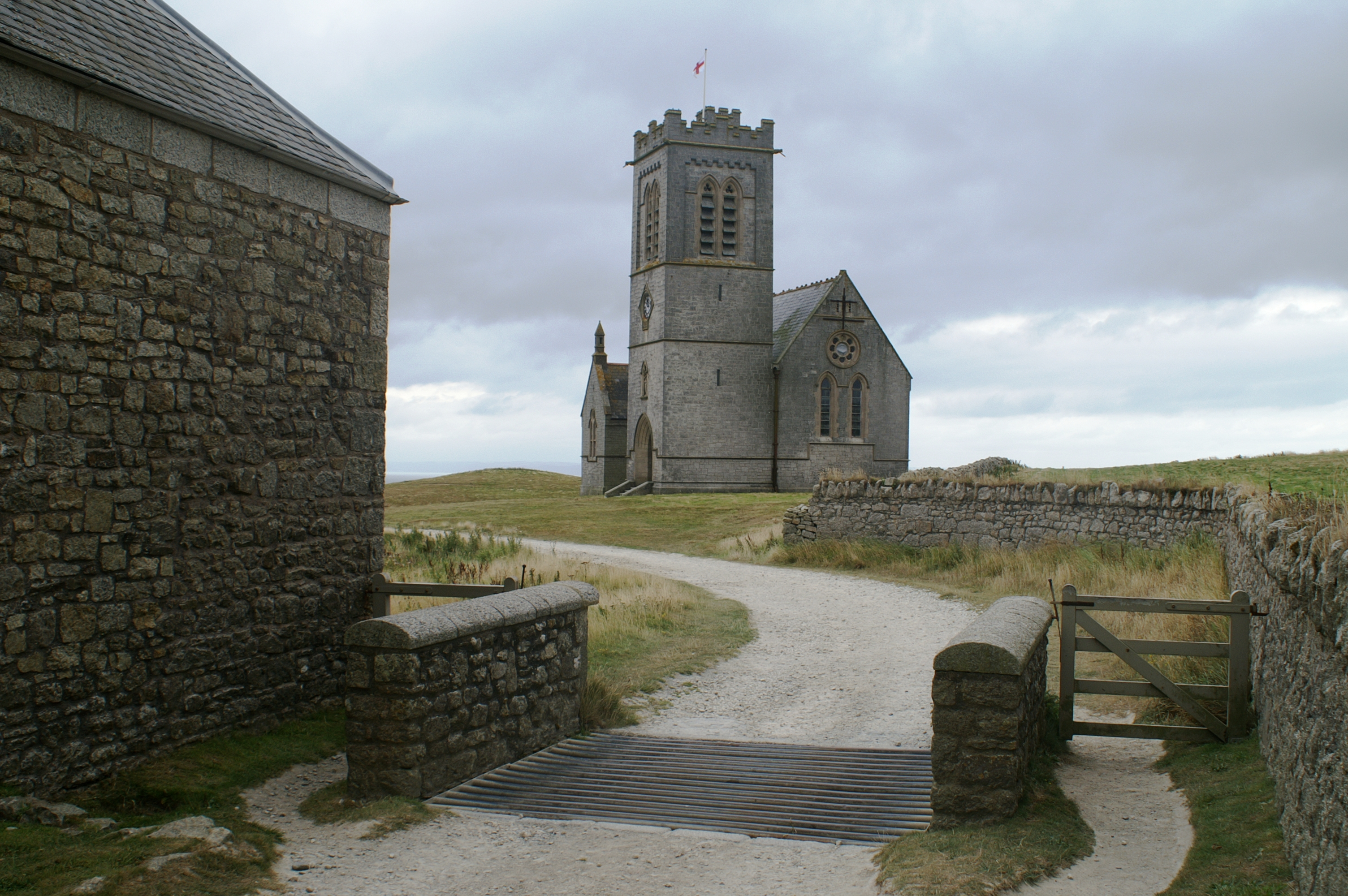
Церква св. Олени
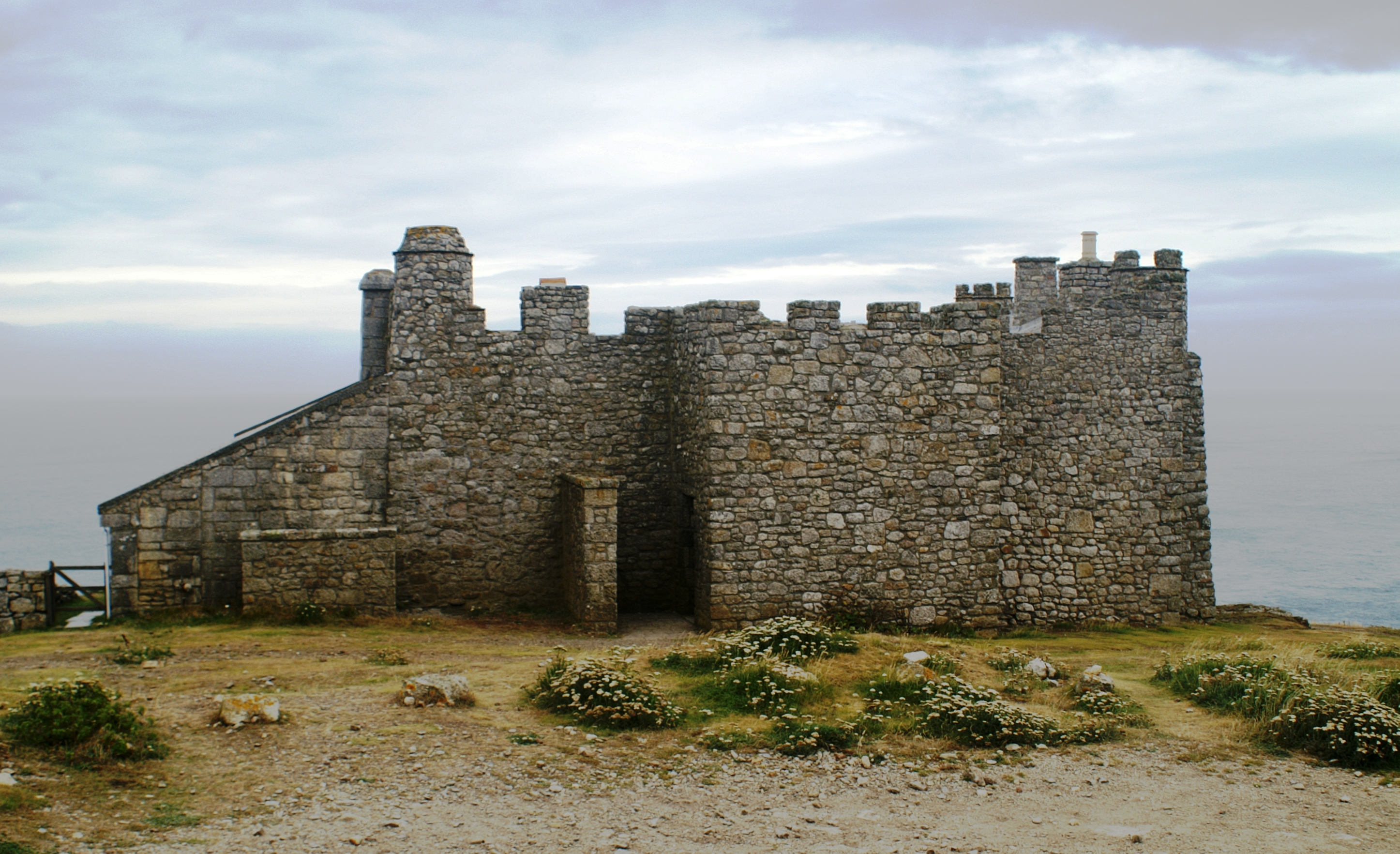
Замок Marisco
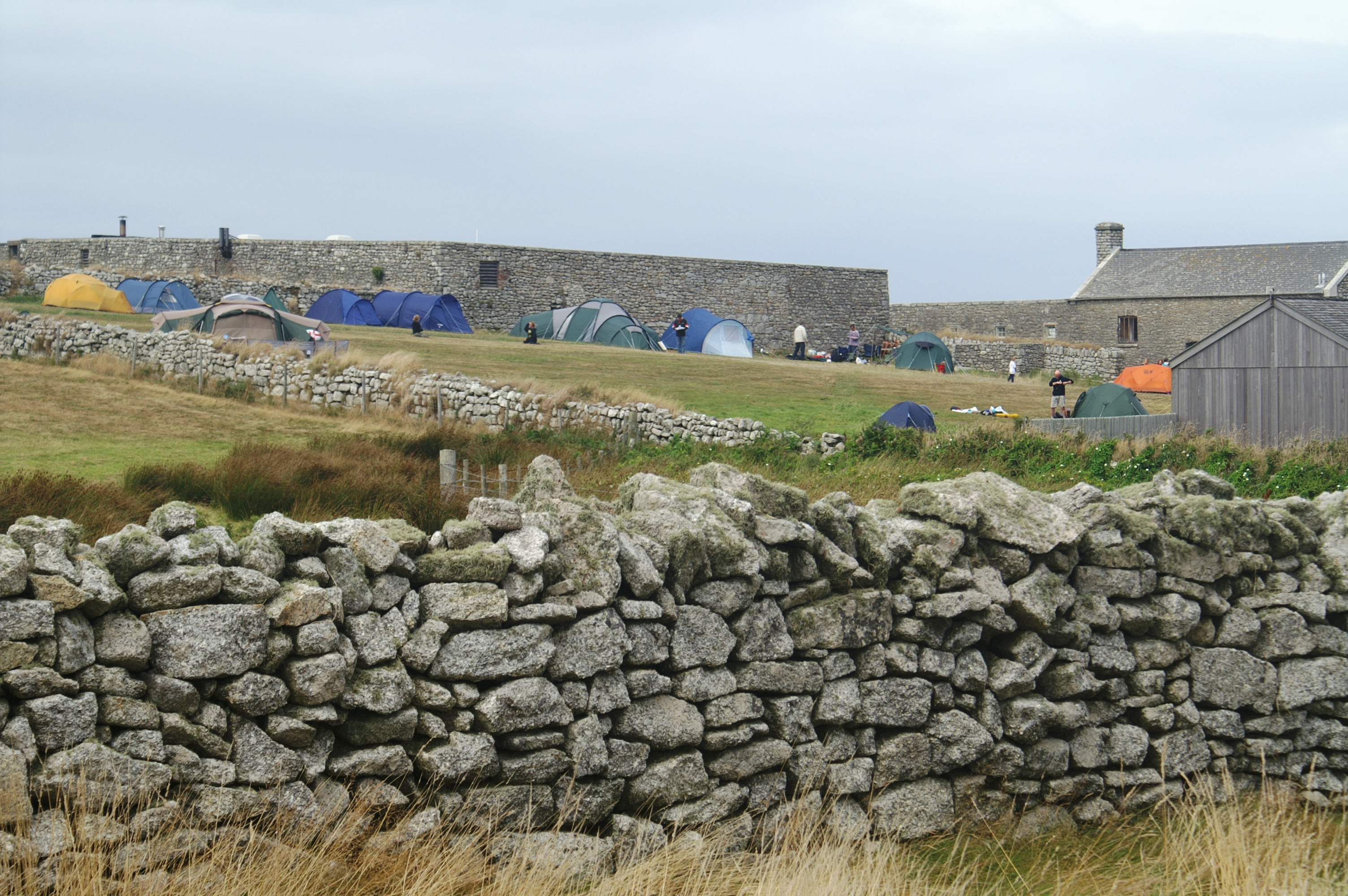
Кемпінг

## Ресурси Інтернету
- Офіційний сайт острова [Архівовано 24 травня 2014 у Wayback Machine.]
- Вікісховище має мультимедійні дані за темою: Ланді
- Lundy Field Society [Архівовано 25 серпня 2020 у Wayback Machine.]
- Lundy Birds [Архівовано 1 жовтня 2016 у Wayback Machine.]
- Pete Robsons Lundy Island Site
- LundyCam
- Lundy Marine Reserve at Protect Planet Ocean
- More pictures of Lundy Island [Архівовано 30 травня 2016 у Wayback Machine.]
- A trip to Devon's 'Puffin Island' [Архівовано 6 березня 2016 у Wayback Machine.], Fast Track (British TV series) video feature story about Lundy, 4:15 (2011-09-23)